# Philorus minor
Philorus minor är en tvåvingeart som beskrevs av Kitakami 1931. Philorus minor ingår i släktet Philorus och familjen Blephariceridae. Inga underarter finns listade i Catalogue of Life.